# Reconstrucció lingüística
La reconstrucció lingüística és el procés d'establiment dels trets de l'avantpassat no documentat d'una o més llengües donades. Hi ha dos tipus de reconstrucció lingüística: La reconstrucció interna té com a objectiu la investigació d'una fase prèvia d'una determinada llengua; la rsconstrucció comparativa, en canvi, utilitza el mètode comparatiu per tal d'inferir les característiques de la llengua mare comuna de dues o més llengües cognades. Els elements reconstruïts, ja siguin frases, mots o fonemes, van precedits d'un asterisc (*) que els distingeix dels elements documentats.
La reconstrucció interna utilitza irregularitats en una sola llengua per fer inferències sobre una fase anterior que el llenguatge, és a dir, es basa en l'evidència que el llenguatge per si sol en canvi la reconstrucció comparativa que és la més generalitzada, estableix característiques de l'avantpassat de dues o més llengües afins, pertanyents a la mateixa família. Una llengua reconstruïda d'aquesta manera s'anomena sovint una protollengua.
Hi ha diverses aproximacions sobre el grau de fiabilitat d'aquesta protollengua, des dels qui afirmen que es pot arribar a coincidències estadísticament significatives fins als que consideren que més que un idioma real s'estableix un esquema que mostra les relacions de significat i fonemes de les llengües filles.